# Certhia nipalensis
Il rampichino del Nepal o rampichino fianchiruggine (Certhia nipalensis Blyth, 1845) è un uccello passeriforme della famiglia Certhiidae.

## Descrizione

### Dimensioni
Misura 14 cm di lunghezza, per 8-12 g di peso.

### Aspetto

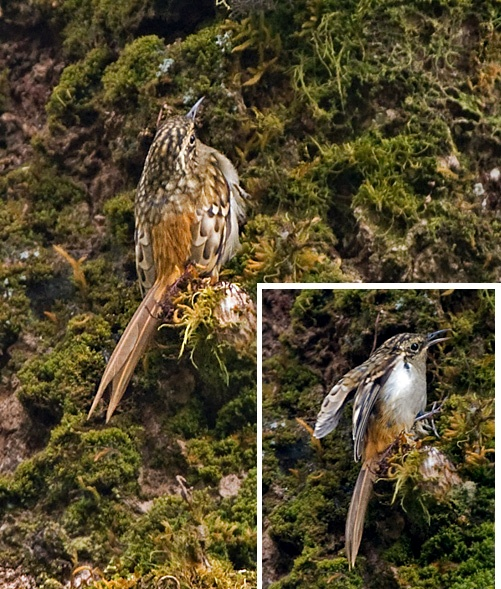
Esemplare nei pressi di Kalimpong.

Si tratta di uccelletti dall'aspetto paffuto e arrotondato, muniti di grossa testa piriforme (arrotondata sulla nuca e allungata nel senso del becco) che sembra incassata direttamente nel torso, becco piuttosto lungo e sottile incurvato verso il basso, ali appuntite, coda squadrata piuttosto lunga e dalle penne rigide e forti zampe dalle lunghe dita artigliate.
Il piumaggio è di colore bruno su fronte, vertice, dorso e ali, con le singole penne tendenti al beige con base chiara e tendente al grigio-biancastro ed orlo di colore bruno scuro, a dare all'area un aspetto screziato e mimetico: il sopracciglio e la gola sono anch'essi di colore beige, con mascherina facciale di colore bruno scuro. Petto e ventre sono di color grigio-biancastro, mentre la metà posteriore del corpo (codione, sottocoda e parte posteriore di ventre e fianchi) è di color ocra-ruggine, con la coda che è nerastra con riflessi di color cannella.
Il becco è nerastro superiormente e grigio-rosato inferiormente, le zampe sono nerastre e gli occhi sono di colore bruno scuro.

## Biologia

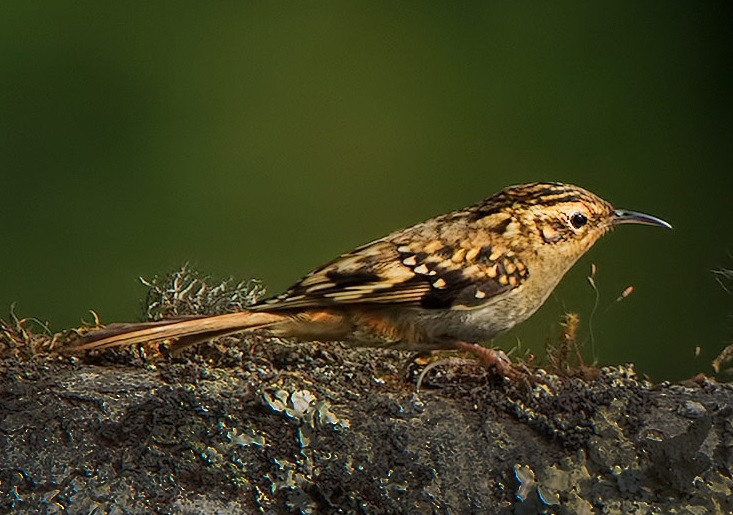
Esemplare in natura.

Il rampichino del Nepal è un uccelletto diurno, che vive da solo o in coppie e passa la maggior parte della giornata alla ricerca di cibo alla maniera tipica dei rampichini, risalendo i tronchi dal basso in maniera elicoidale, sondando ogni crepa e buco della corteccia alla ricerca di prede , volando poi alla base di un albero vicino e ricominciando l'operazione.
Rispetto agli altri rampichini, questa specie è piuttosto silente, facendo udire solo di rado i suoi richiami acuti e pigolanti.

### Alimentazione
Il rampichino del Nepal è un uccello insettivoro, che si nutre di un'ampia gamma di insetti, larve ed altri piccoli invertebrati rinvenuti nelle spaccature della corteccia o sotto di essa.

### Riproduzione
Il periodo riproduttivo va da aprile a giugno. Gli unici dati riguardanti la riproduzione di questi uccelli riguardano una singola osservazione di un nido, tuttavia molto verosimilmente l'evento riproduttivo del rampichino del Nepal non differisce significativamente da quanto è possibile osservare negli altri rampichini.

## Distribuzione e habitat

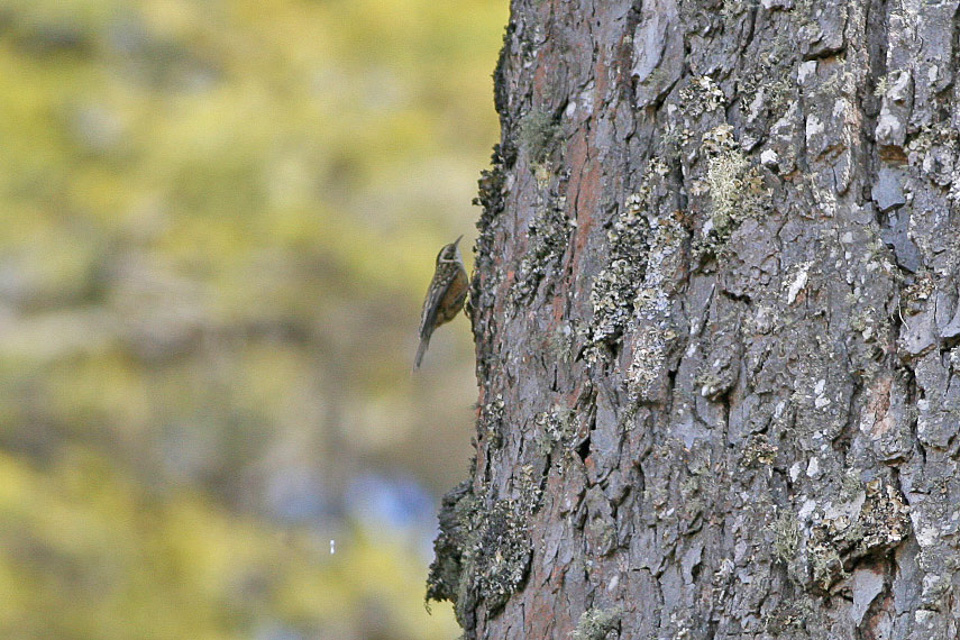
Esemplare nei pressi di Punakha.

A dispetto del Nome comune e anche del nome scientifico, il rampichino del Nepal occupa un areale che (oltre al Nepal comprende un'ampia parte dell'area pedemontana meridionale dell'Himalaya, dal nord dell'India (Uttarakhand e Arunachal Pradesh) al Bhutan orientale, oltre al Tibet sud-orientale, all'estremità occidentale dello Yunnan e al Kachin.
L'habitat di questi uccelli è rappresentato dalle zone pedemontane di foresta temperata a latifoglie o mista, preferibilmente primaria e con presenza di grossi alberi dalla corteccia spaccata dove cercare il cibo e nidificare: raramente il rampichino del Nepal sale anche nelle aree subalpine.